# Yucca schidigera
Yucca schidigera Roezl ex Ortgies ("yuca de Mojave") es una especie de pequeño árbol perteneciente a la familia Asparagaceae.

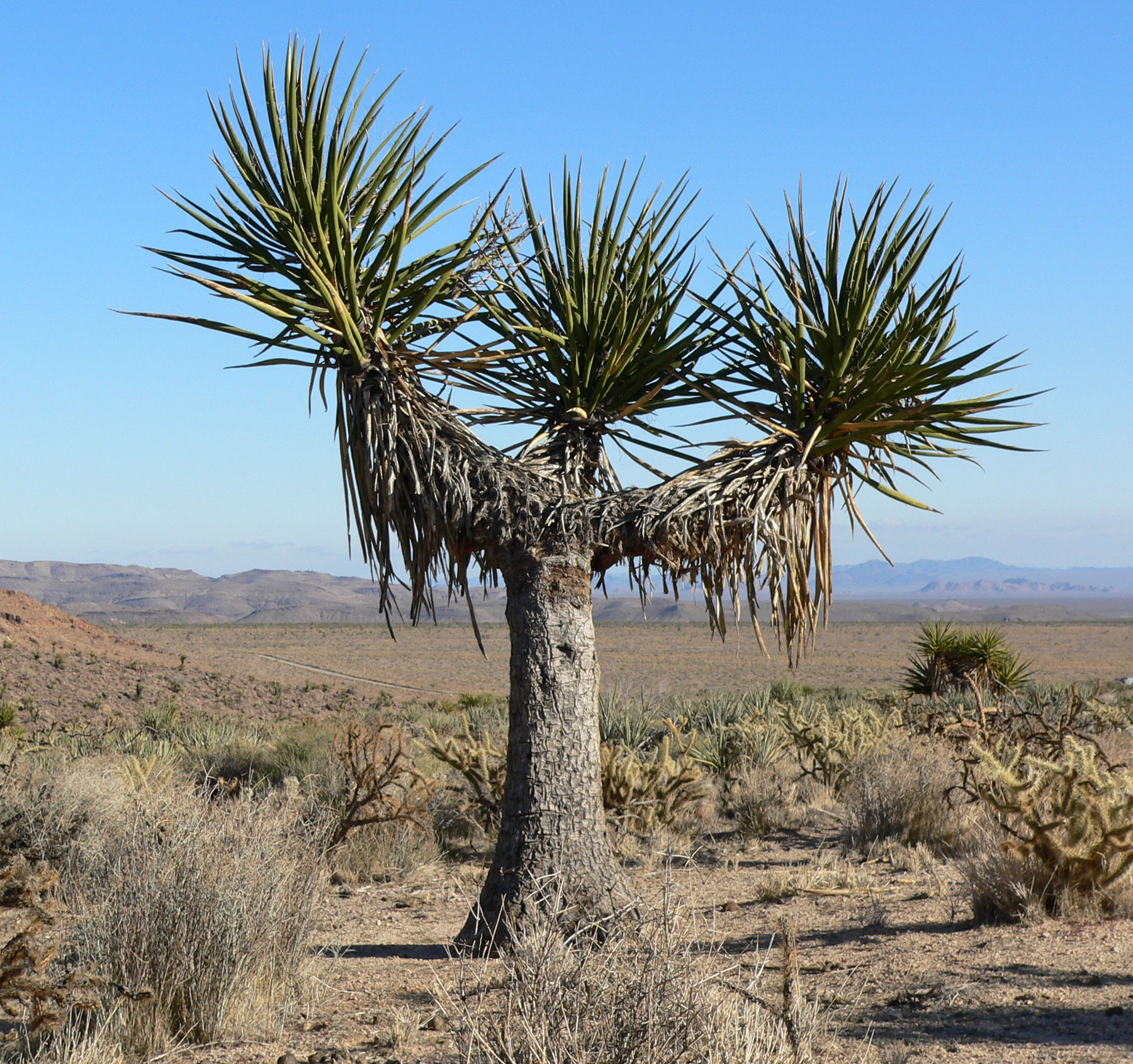
Vista de la planta

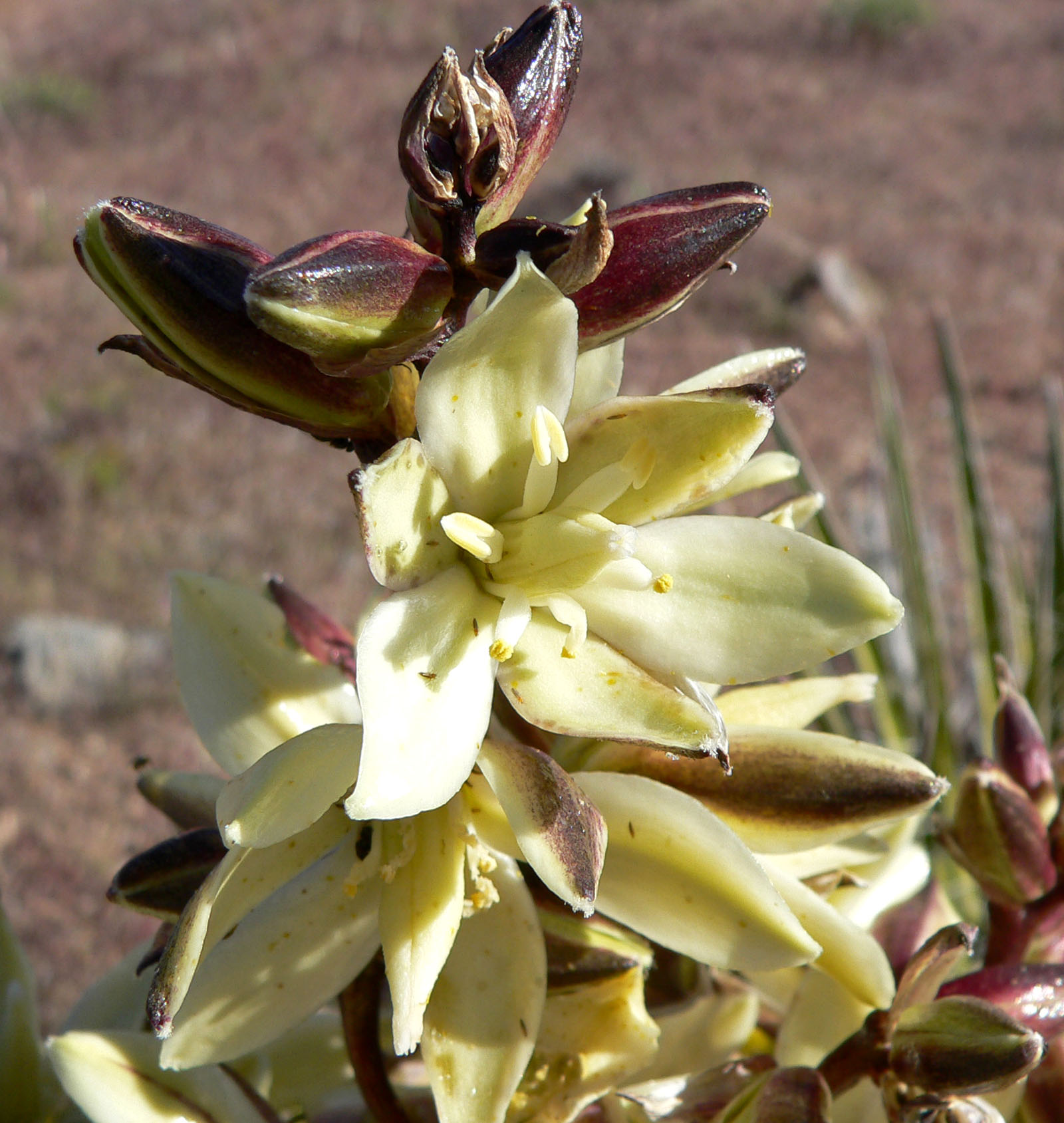
Flores

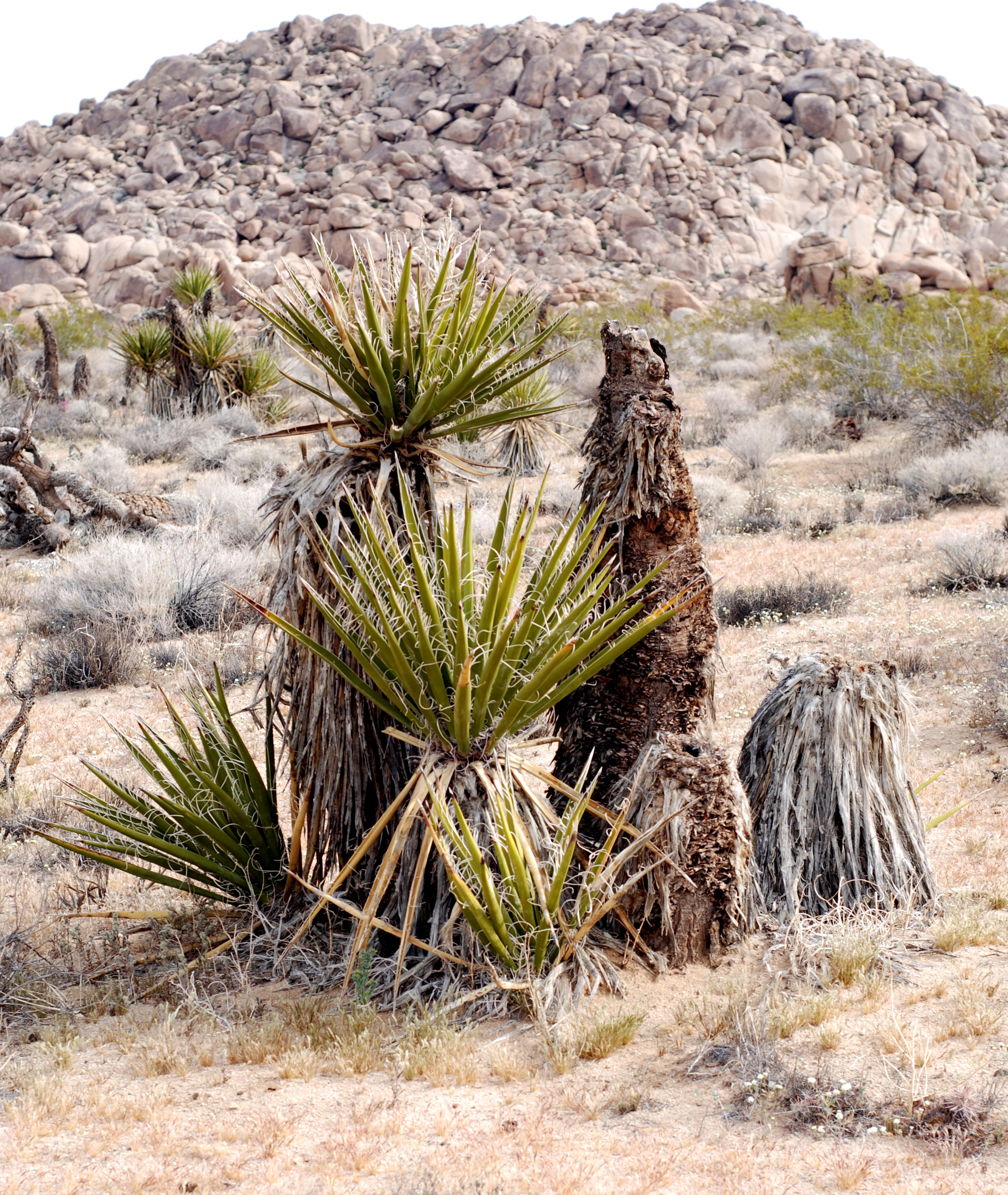
En su hábitat

## Distribución
Es nativa del Desierto de Mojave y del Desierto de Sonora al sudeste de California, Baja California, sur de Nevada y oeste de Arizona.

## Descripción
La yuca de Mojave es un pequeño árbol que alcanza los 5 m de altura con una densa corona de hojas dispuestas como en bayoneta al final del tronco basal. La corteza es de color gris-marrón y está cubierto por las hojas muertas cerca de la copa. Las hojas son de 3-15 dm de longitud y 4-11 cm de ancho en la base, cóncavo-convexas, gruesas, muy rígidas y de color amarillo-verdoso a azul-verdoso. 
Las flores son de color blanco y algunas veces con tintes púrpuras, acampanadas y de 3-5 cm de longitud que se producen en compactos grupos de 6-12 dm de altura al final del tallo. El fruto es una cápsula carnosa y verde que al madurar, a finales del verano, se torna coriácea y marrón oscuro. Los frutos miden de 5 a 11,5 cm de longitud y de 3 a 4 cm de ancho.

## Usos
Las fibras de las hojas eran usadas por los nativos americanos para hacer cuerdas, sandalias y ropa. Las flores y frutos pueden ser comidas y las semillas de color negro eran convertidas en harina. Las raíces eran usadas para fabricar jabón. Actualmente extractos de esta planta se usan en alimentación animal y en productos de herboristería.

## Taxonomía
Yucca schidigera fue descrito por Roezl ex Ortgies y publicado en Gartenflora 20: 110. 1871.
Etimología
Yucca: nombre genérico que fue nombrado por Carlos Linneo y que deriva por error de la palabra taína: yuca (escrita con una sola "c").
schidigera: epíteto
Sinonimia
- Sarcoyucca mohavensis (Sarg.) Linding.
- Yucca californica Nutt. ex Baker
- Yucca mohavensis Sarg. [5]